# Sítio Arqueológico de Hatahara
O sítio arqueológico de Hatahara localiza-se na margem esquerda do Rio Solimões, no município de Iranduba, no estado do Amazonas. Encontra-se a 20 quilômetros do encontro das águas dos rios Negro e Solimões, uma área de grande biodiversidade. O sítio foi descoberto em 1999 através de pesquisas historiográficas e desde então, tem sido ocupado por arqueólogos e pesquisadores que procuram evidências de ocupações humanas pela Amazônia Central.

## Arqueologia
No século 16, grupos de indígenas foram descritos pela expedição de Gaspar de Carvajal, um padre dominicano que foi recrutado para participar da exploração da América. O padre realizou anotações sobre o Rio Amazonas, logo após a sua descoberta. Além disso, seu livro continha uma série de anotações sobre populações indígenas ribeirinhas que residiam nas margens dos rios. 

## Fase Paredão
A Fase Paredão, entre 750 e 1230, tem origem devido aos formatos das cerâmicas escavadas, utilizadas pelos índios. Durante esse tempo, os grupos do sítio de Hatahara dominavam quase 20 hectares de terra, com transformações intensas da natureza de todo o espaço ao redor. Os fósseis encontrados indicavam o perfil de caçadores-coletores, uma vez que grande parte dos alimentos eram capturados através do Rio Solimões, sendo a principal fonte de alimento os peixes. 

## Alimentação
Os vestígios encontrados indicam que a maior porcentagem de consumo vem de peixes e mamíferos, sendo que a maior cadeia de alimentação identificada foi peixes – em um valor estimado de 96% –, como o pirarucu e o aruanã, predominantes no rio Solimões. Os fósseis vertebrados encontrados indicavam que o consumo de pequenos roedores, gambás, capivaras, ratos e cutias, correspondente aos outros 4%. Outros vestígios encontrados também indicavam espécies de grupos de peixes menores, que interagiam em temporadas de migração com as populações, servindo de alimento. 
Além disso, foram encontrados restos de quelônios, como as tartarugas-da-Amazônia, répteis e aves, em porcentagens baixas. As populações de Hatahara, também cultivavam milho, inhame e mandioca, demonstrando um valor nutricional e uma dieta completamente diferente do que outras populações amazonenses.

## Culturalidade
Ainda na Fase Paredão, foram encontrados pequenos túmulos e montículos de sepultamento, com ossaturas enterradas e repleta de ossículos de animais que foram consumidos. Além disso, essa população de Hatahara tinha um grande conhecimento acerca dos fluxos do rio Solimões, reconhecendo temporadas de migração e cheias do rio, dominantes de uma técnica sofisticada.
Com recentes estudos, foi possível observar que as populações de Hatahara eram extremamente sustentáveis e reconheciam formas de lidar com problemas climáticos, reforçando os cuidados em situações delicadas através de estratégias de consumo, portadores de um vasto cardápio de alimentos pela região. 